# Iron Man: The Best of Black Sabbath
Iron Man: The Best of Black Sabbath es un álbum recopilatorio de la banda de heavy metal Black Sabbath, lanzado en soporte de la reunión de la agrupación en el 2012. El álbum contiene exactamente las mismas canciones que el compilado de 2009, Greatest Hits.

## Lista de canciones
1. "Paranoid" – 2:48
2. "Iron Man" – 5:55
3. "Changes" – 4:43
4. "Fairies Wear Boots" - 6:13
5. "War Pigs" – 7:54
6. "Never Say Die" – 3:48
7. "Children of the Grave" – 5:15
8. "The Wizard" – 4:20
9. "Snowblind" – 5:27
10. "Sweet Leaf" – 5:03
11. "Evil Woman" - 3:22
12. "Sabbath Bloody Sabbath" – 5:42
13. "Black Sabbath" – 6:16
14. "N.I.B." – 5:22

## Créditos
Black Sabbath
- Ozzy Osbourne - voz
- Tony Iommi - guitarra
- Geezer Butler - bajo
- Bill Ward - batería